# Grande carestia cinese
La grande carestia cinese (三年大饑荒T, 三年大饥荒S, Sānnián dà jīhuāngP; "tre anni di carestia") è stato un periodo nella storia della Repubblica popolare cinese (RPC) caratterizzato da una carestia diffusa tra gli anni 1959 e 1961. Alcuni studiosi includono anche gli anni 1958 o 1962. La grande carestia cinese è ampiamente considerata come la carestia più mortale e uno dei più grandi disastri provocati dall'uomo nella storia umana, con un numero stimato di morti che oscilla tra 15 e 55 milioni.
I principali fattori che contribuirono alla carestia furono le politiche del grande balzo in avanti (1958-1962) e le "comune popolare". Alla Conferenza dei settemila quadri (1962), Liu Shaoqi, allora secondo presidente della Cina, attribuì formalmente il 30% della carestia a disastri naturali e il 70% a errori umani. Dopo il lancio di "riforme e apertura (改革開放 / 改革开放)", il Partito Comunista Cinese (PCC) dichiarò ufficialmente nel giugno 1981 che la carestia era principalmente dovuta agli errori del Grande Balzo in avanti e della "campagna anti-destra", oltre ad alcuni disastri naturali e alla "crisi sino-sovietica".

## Terminologia
La Grande carestia cinese (三年大饑荒T, 三年大饥荒S, Sānnián dà jīhuāngP) si riferisce al periodo della storia della Repubblica popolare cinese tra il 1959 e il 1961, nei quali una combinazione di cattive politiche economiche e la coincidenza di disastri naturali causò una diffusa carestia. Il nome ufficiale:
- Prima del giugno 1981, il governo cinese lo chiamava "Tre anni di disastri naturali (三年自然災害T, 三年自然灾害S, Sān nián zì rán zāi hàiP)".
- Dopo il giugno 1981, il governo cinese l'ha chiamato "Tre anni di difficoltà (三年困難時期T, 三年困难时期S, Sānnián kùnnán shíqīP)".

## Gravità della carestia

Tasso di natalità e tasso di mortalità in Cina

Oltre ai morti per fame e alluvioni, il peso della carestia interessò senz'altro la ridotta natalità degli anni successivi. Le stime ufficiali della catastrofe indicano 15 milioni di morti per fame su un totale di circa 40 milioni di morti. Molti analisti tendono ad aumentare il numero delle vittime anche oltre i 20 milioni, ma non è possibile esserne certi, sia per l'inaccuratezza dei dati disponibili sia per la mancanza di un accurato censimento delle popolazioni della Cina rurale.
- Un gruppo di ricerca della "Accademia cinese delle scienze" ha concluso nel 1989 che almeno 15 milioni di persone sono morte di malnutrizione.[18]
- Li Chengrui (李成瑞), ex ministro del Istituto nazionale di statistica della Cina, ha stimato 22 milioni di morti (1998).[19][20] La sua stima si basava sulla stima (27 milioni di morti[7]) del demografo americano Ansley J. Coale, e sulla stima (17 milioni di morti) di Jiang Zhenghua (蒋正华), che era l'ex vicepresidente del "Comitato permanente del Congresso nazionale del popolo".[19][21]
- Judith Banister, direttrice di Global Demographics presso il Conference Board, ha stimato 30 milioni di "morti in eccesso" dal 1958 al 1961.[2][22]
- Yang Jisheng (杨继绳), giornalista senior dell'Agenzia Nuova Cina, ha concluso che ci sono stati 36 milioni di morti a causa della fame.[4][14]
- Liao Gailong (廖盖隆), ex vicedirettore dell'Unità di ricerca storica del Partito comunista cinese (PCC), ha riferito di 40 milioni di morti "innaturali" a causa della carestia.[18][23]
- Chen Yizi (陈一谘), ex alto funzionario cinese e massimo consigliere dell'ex segretario generale del PCC Zhao Ziyang, ha concluso che 43 milioni di persone sono morte a causa della carestia.[10][24]
- Frank Dikötter, professore all'Università di Hong Kong, ha stimato che almeno 45 milioni di persone sono morte di fame.[8][25] Dikötter ha affermato che almeno 2,5 milioni di vittime sono state picchiate o torturate a morte (pari al 6% -8% dei decessi totali).[26][27]
- Yu Xiguang (余习广), storico cinese indipendente ed ex istruttore della "Scuola Centrale del Partito Comunista Cinese", ha stimato che 55 milioni di persone siano morte a causa della carestia.[10][12][28] La sua conclusione era basata su una ricerca di archivio di due decenni.[10]

## Cause

### Grande Balzo in avanti

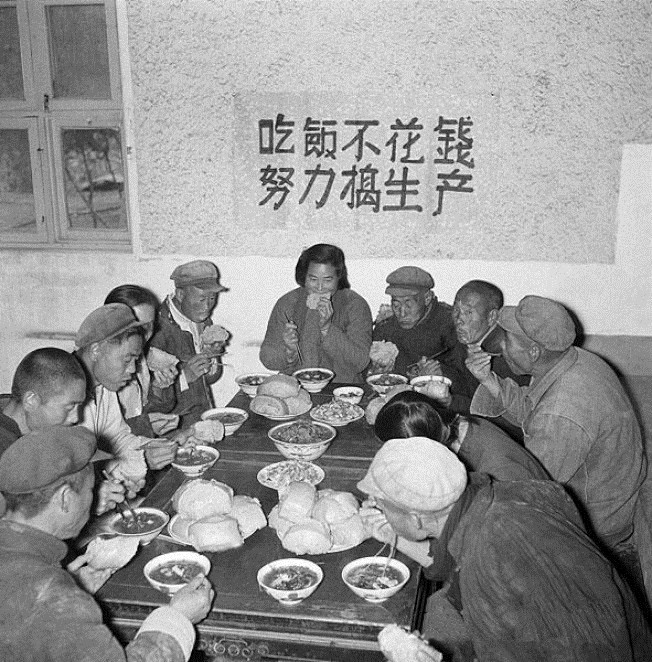
Mensa di una "comune popolare". Lo slogan sul muro dice "Mangia gratis, lavora duro".

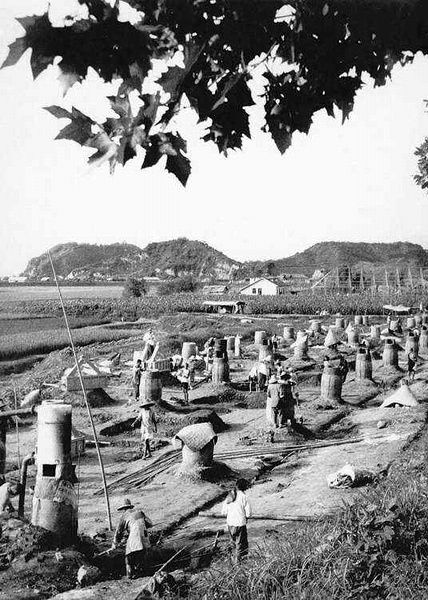
Le persone dovevano produrre più acciaio durante il Grande balzo in avanti. L'ambiente locale è stato danneggiato in molti punti.

I ricercatori hanno sempre additato le fondamentali riforme istituzionali e politiche della visione di Mao Zedong come il fattore che ha ingigantito l'effetto di avverse condizioni climatiche. Già nel primo piano quinquennale, di ispirazione sovietica, si vedeva la volontà di privilegiare l'industria pesante a scapito dell'agricoltura, tradizionale punto di forza dell'economia cinese.
Pur essendo stato predisposto un secondo piano quinquennale, esso perse importanza di fronte alla visione politica del grande balzo in avanti (1958-1960), nel quale venne avviata la collettivizzazione delle terre ed incoraggiato ogni sforzo per la produzione di materiali industriali come l'acciaio. Vennero realizzati altiforni nei villaggi gestiti da personale assolutamente incompetente nella materia, la sottrazione di manodopera per la loro realizzazione e gestione comportò un numero notevolmente basso di persone che lavorava la terra, la conseguenza furono dei raccolti molto inferiori alla media. Il Grande balzo in avanti è oggi visto in Cina e all'estero come un grande disastro economico.

#### Pianificazione e tecniche agricole
Una serie di errori, come lo sforzo profuso in progetti di irrigazione grandiosi quanto non supportati da tecnici competenti; il credito dato a teorie agricole, oggi screditate, dei biologi sovietici Trofim Lysenko e Teventy Maltsev, che portò a piantare le sementi troppo vicine o troppo in profondità; la propaganda ad ogni costo favorevole alla collettivizzazione e la scarsità di informazioni sulla crisi in atto.

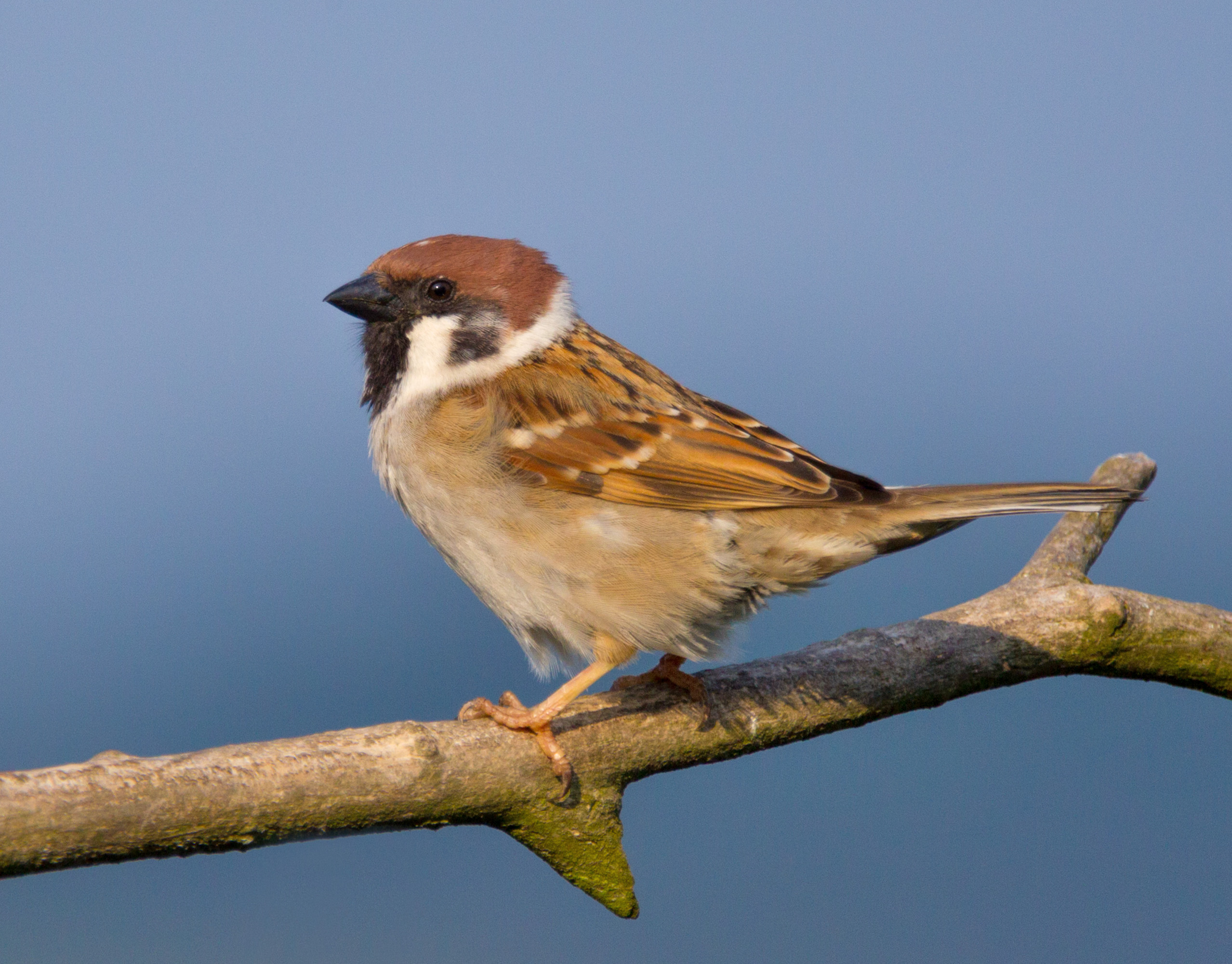
Il passer montanus è stato l'obiettivo più importante della campagna di eliminazione dei quattro flagelli.

#### Campagna di eliminazione dei quattro flagelli
Inoltre, nella "Campagna di eliminazione dei quattro flagelli", i cittadini erano chiamati a distruggere i passeri e altri uccelli selvatici che mangiavano i semi del raccolto, al fine di proteggere i raccolti. Questa campagna è fallita e ha provocato un aumento della popolazione di insetti mangiatori di raccolti, che ha avuto un impatto negativo sui raccolti di produzione.

#### Illusione di sovrabbondanza
A partire dal 1957, il Partito Comunista Cinese iniziò a segnalare una produzione eccessiva di grano a causa delle pressioni dei superiori. Tuttavia, la produzione effettiva di grano in tutta la Cina è diminuita dal 1957 al 1961. Ad esempio:
- Nella provincia del Sichuan, anche se il grano raccolto era diminuito dal 1958 al 1961, il numero riferito al governo centrale continuava ad aumentare.[34]
- Nel Gansu, la resa del grano è diminuita di 4.273 tonnellate dal 1957 al 1961.[38]

Questa serie di eventi ha provocato una "illusione di sovrabbondanza (浮夸风)", e il Partito Comunista credeva di avere un eccesso di grano. Al contrario, i raccolti sono stati inferiori alla media. Per esempio, Pechino credeva che "nel 1960 i granai statali avrebbero avuto 50 miliardi di jin (斤) di grano", quando in realtà contenevano 12,7 miliardi di jin.

### Disastri naturali

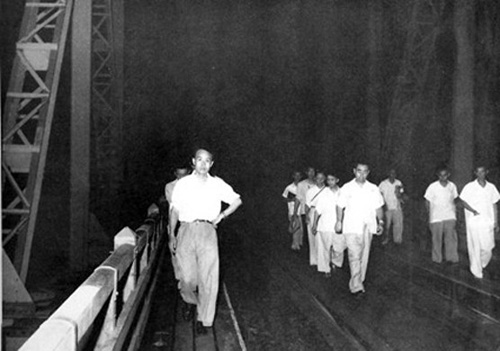
Il premier Zhou Enlai (al centro davanti) ha visitato il "Ponte Luokou" durante l'alluvione del fiume Giallo del 1958.

Fino ai primi anni ottanta il governo cinese affermava, cosa evidenziata dal nome "Tre anni di disastri naturali", che la carestia fosse stata in massima parte dovuta a una serie di sfortunate cause naturali alle quali si erano aggiunti alcuni errori di pianificazione. Nel 1958 ci fu una notevole inondazione del fiume Giallo che colpì parte della provincia di Henan e della provincia di Shandong. Nel luglio 1958, l'inondazione del fiume Giallo colpì 741.000 persone in 1708 villaggi e inondò oltre 3,04 milioni di "mu" (oltre mezzo milione di acri) di campi coltivati. Il governo ha successivamente dichiarato una "vittoria sull'alluvione" dopo aver inviato una squadra di soccorso di oltre 2 milioni di persone.

Tuttavia, ci sono stati disaccordi sul significato della siccità e delle inondazioni nel causare la Grande Carestia. Secondo i dati pubblicati dalla "Accademia cinese di scienze meteorologiche (中国气象科学研究院)", la siccità nel 1960 non era rara e la sua gravità era considerata solo "lieve" rispetto a quella degli altri anni: era meno grave di quelle in 1955, 1963, 1965-1967 e così via. Inoltre, Xue Muqiao (薛暮桥), che era il capo del Istituto nazionale di statistica della Cina, disse nel 1958 che "diamo qualunque cifra il livello superiore vuole" per sopravvalutare i disastri naturali e alleviare la responsabilità ufficiale per i decessi dovuti alla fame. Yang Jisheng (杨继绳) ha affermato di aver indagato su altre fonti, tra cui un archivio non governativo di dati meteorologici da 350 stazioni meteorologiche in tutta la Cina, e la siccità, le inondazioni e le temperature durante il 1958-1961 rientravano nei modelli tipici della Cina. Lo storico Frank Dikötter ha affermato che la maggior parte delle inondazioni durante la carestia non erano dovute a condizioni meteorologiche insolite, ma a lavori di irrigazione massicci e mal pianificati che facevano parte del Grande Balzo in avanti. Alcuni studiosi hanno anche sottolineato che:
Molti osservatori stranieri hanno ritenuto che questi rapporti sui cattivi raccolti dovuti alle condizioni meteorologiche fossero progettati per coprire i fattori politici che avevano portato a scarse prestazioni agricole. Sospettavano anche che i funzionari locali tendessero a esagerare tali rapporti per ottenere maggiore assistenza statale o sgravi fiscali. Chiaramente il meteo ha contribuito allo spaventoso calo della produzione, ma è impossibile valutare fino a che punto.

## Conseguenze

### Rivoluzione culturale

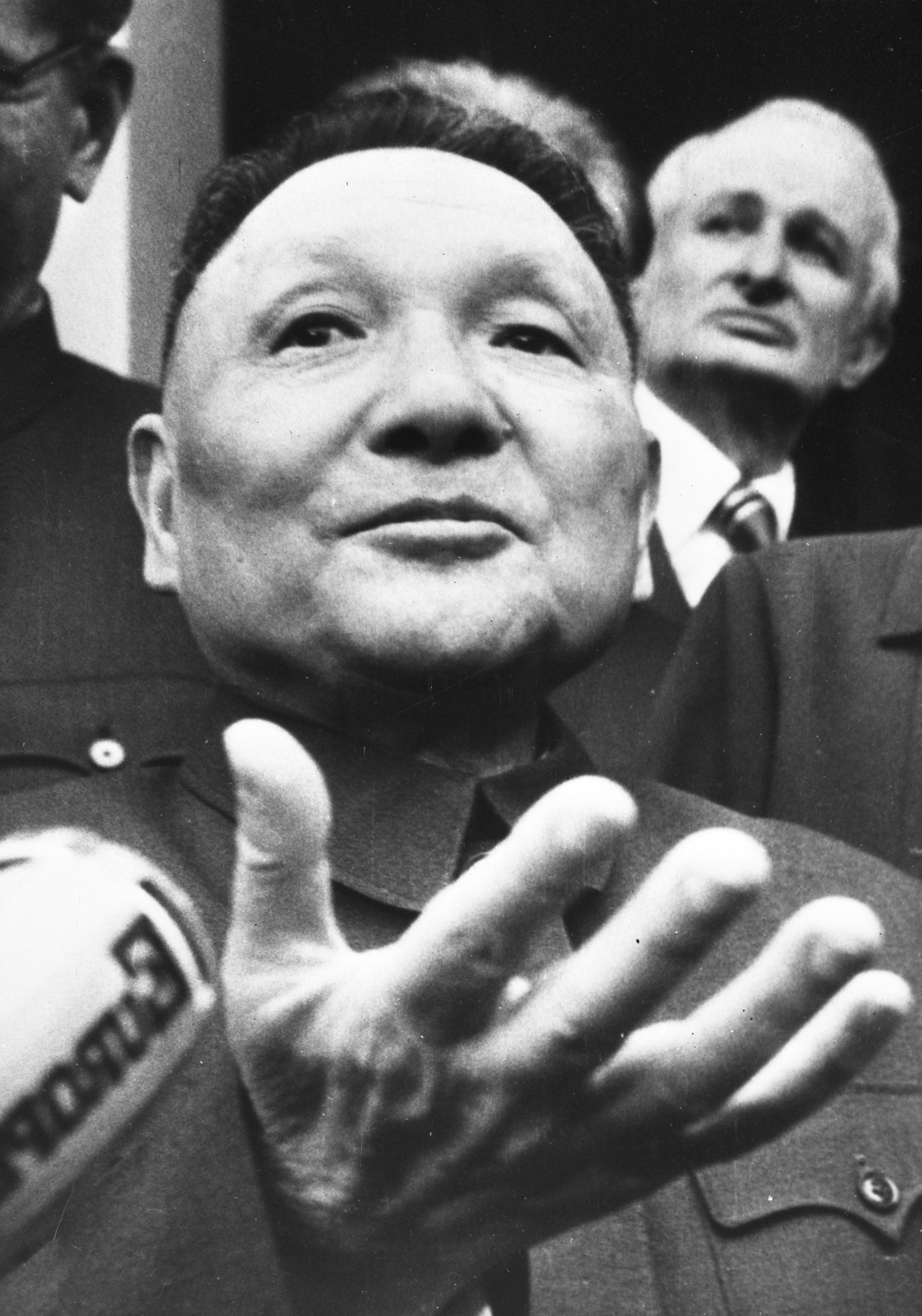
Deng Xiaoping

All'inizio del 1962, Liu Shaoqi, allora presidente della Cina, annunciò formalmente durante la "Conferenza dei 7000 quadri" a Pechino che le cause della Grande Carestia erano il 30% di disastri naturali e il 70% di errore umano (三分天灾, 七分人祸).  Le politiche di Mao Zedong furono criticate e Mao assunse un ruolo semi-pensionato dopo la conferenza, lasciando le responsabilità future a Liu Shaoqi e Deng Xiaoping. Una serie di riforme economiche furono poi attuate da Liu e Deng e altri, comprese politiche come "sanzi yibao (三自一包)" che consentivano il libero mercato (in una certa misura) e la responsabilità delle famiglie per la produzione agricola.
Tuttavia, il disaccordo tra Mao e Liu (e Deng) divenne sempre più grande. Nel 1963 Mao lanciò il Movimento di Educazione Socialista e nel 1966 lanciò la Rivoluzione Culturale. Durante la Rivoluzione Culturale, Liu fu accusato di essere un "traditore" e un agente nemico per aver attribuito solo il 30% a calamità naturali. Liu è stato picchiato e gli sono state negate le medicine per il diabete e la polmonite; morì nel 1969. D'altra parte, anche Deng fu epurato due volte.

### Riforma e apertura
Nel dicembre 1978, Deng Xiaoping è diventato il nuovo leader supremo della Cina e ha lanciato lo storico programma di "riforme e apertura" che ha cambiato radicalmente il sistema agricolo e industriale in Cina. Fino all'inizio degli anni '80, la posizione del governo cinese, che si rifletteva nel nome "Tre anni di disastri naturali", era che la carestia fosse in gran parte il risultato di una serie di disastri naturali. Durante il periodo "Boluan Fanzheng", tuttavia, il Partito Comunista Cinese (PCC) nel giugno 1981 cambiò ufficialmente il nome in "Tre anni di difficoltà" e dichiarò che la carestia era principalmente dovuta agli errori del Grande Balzo in avanti e la Campagna anti-destra, oltre ad alcuni disastri naturali e la "crisi sino-sovietica". Gli studi accademici sulla grande carestia cinese sono diventati più attivi anche nella Cina continentale dopo il 1980, quando il governo ha iniziato a rilasciare al pubblico alcuni dati demografici.